# 塞尔河畔拉瓦勒
塞尔河畔拉瓦勒（法語：Laval-de-Cère，法語發音：[laval də sɛʁ]）是法国洛特省的一个市镇，属于菲雅克区。

## 地理
塞尔河畔拉瓦勒（44°57'9"N, 1°56'3"E）面积7.98 平方千米，位于法国奧克西塔尼大區洛特省，该省份为法国西南部内陆省份，北起顺时针与科雷兹省、康塔爾省、阿韦龙省、塔恩-加龙省、洛特-加龍省和多尔多涅省接壤。
与塞尔河畔拉瓦勒接壤的市镇（或旧市镇、城区）包括：康普圣马蒂兰莱奥巴泽、卡于斯、埃斯塔勒、塞尔河畔加尼亚克、泰雪、凯尔西地区苏塞拉克。

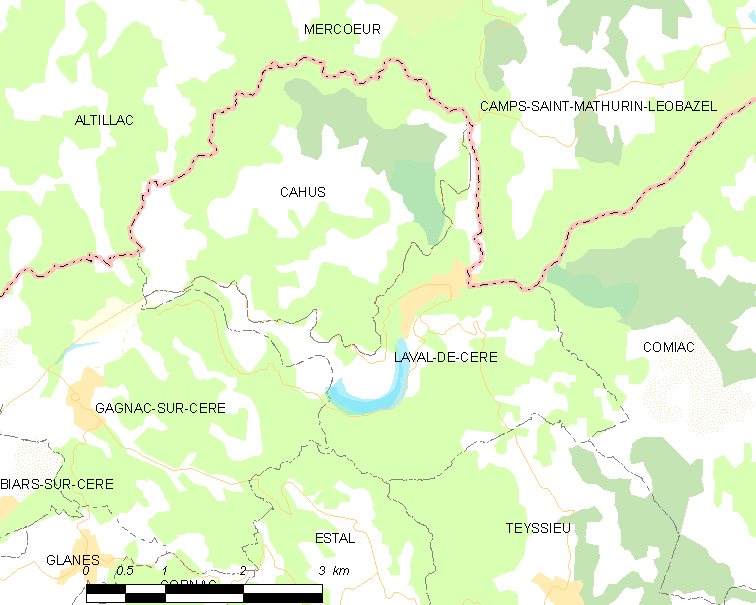
塞尔河畔拉瓦勒的OSM定位图

塞尔河畔拉瓦勒的时区为UTC+01:00、UTC+02:00（夏令时）。

## 行政
塞尔河畔拉瓦勒的邮政编码为46130，INSEE市镇编码为46163。

## 政治
塞尔河畔拉瓦勒所属的省级选区为塞尔-塞加拉县。

## 人口

1962-2008年间塞尔河畔拉瓦勒人口变化图示

塞尔河畔拉瓦勒于2022年1月1日时的人口数量为292人。